# Fouad Poladov
 (avril 2023).
Fouad Poladov (en azéri : Fuad Ağarəhim oğlu Poladov; né le 24 mai 1948 à Bakou et mort le 4 mai 2018 à Bakou) est un éminent acteur de théâtre et de cinéma azerbaïdjanais,  Artiste du peuple azerbaïdjanais de l'URSS (1987)

## Biographie
Il est diplômé de l'école secondaire n ° 132. Il étudie au studio d'acteur d'Adil Isgandarov au studio de cinéma Djafar Djabbarli Azerbaïdjanfilm. 
Il vient à l'art en 1966 en tant que Selim dans le film "Investigation Continues". Savoy, qui était étudiant à l'invitation du professeur d'art Tofig Kazimov dans la pièce "Destroyed Diaries" d'Ilyas Efendiyev au Théâtre dramatique national académique. Après la première le 29 novembre 1969, il rejoint la troupe d'acteurs du théâtre. De 1989 à 1989, il travaille dans la troupe du Théâtre national dramatique. Depuis 1989, il est acteur au Théâtre dramatique russe du nom de Samed Vurgun. Fouad Poladov est l'un des principaux artistes de l'école de théâtre lyrique-psychologique, un interprète habile des rôles philosophiques-dramatiques et tragiques.
Plus tard, Fuad Poladov souffre d’un problème de voix. 

## Récompenses
- Titre honorifique "Artiste honoré de la RSS d'Azerbaïdjan" (1er décembre 1982)
- Titre honorifique "Artiste du peuple de la RSS d'Azerbaïdjan" (20 mars 1987)
- Médaille d'or "Travailleur de théâtre" (2004)
- Prix "Dervish d’or" (2007)
- Prix  Fée d'Or  pour le film Actrice dans la nomination Meilleure interprétation masculine   (2015)
- Prix Jafar Jabbarli (23 mai 2016)[3]

## Rôles interprétés sur la scène du Théâtre national dramatique académique
- Ferdinand La ruse et l'amour
- Farhad La légende de l'amour
- Nizami Épée et stylo
- Baron  Au fond de la vie
- Rauf  Corne de rhinocéros
- Mirza Safi - Mirza Shafi
- Rahman, Valeh, Salavan, Gadim, Mubarak, Hasanzadeh, Saltana - (La chanson est restée dans les montagnes, Journaux détruits, Garçon bizarre, Palais de cristal, Fleur de croissance et Sheikh Khiyabani
- Hamlet, Bénédicte - (Hamlet, Beaucoup de bruit pour rien,
- Shahbaz bey - Monsieur Jordan et le derviche Mastali shah
- Zaur  Tahmina et Zaur
- Magnifique Malik L'épée a percé le sol,
- Chigatay Après la pluie
- Avtandil Sois patiente, mère,
- Shah Gajar "Shah Gajar

## Rôles dans le théâtre dramatique russe du nom de Samad Vurgun
- Hervé Monten Il est interdit de regarder le public
- Daniel Le piège pour un homme solitaire
- Pavel Trunnikov Il y a de terribles troubles dans la ville
- Lopakhin Le verger de cerisiers
- Jules César Jeu des Ombres
- Stefan Trou noir
- Iblis Iblis (diable)
- Sankiti Oba Fantômes parmi nous
- Eddie Carbone Vue du pont
- Stefan Famille à la française
- Svetlovidov Chant du cygne
- Lord Augustus August remplit son devoir
- Floran Monstres sacrés
- Edward Polumb Le Consolateur des Veuves
- Docteur Cornish Femme inaccessible
- Napoléon 1er - Napoléon 1er
- Cardinal Vulsi Jeux du Shah.
- Docteur Dorn Mouette
- Herman Lewis Sentiments mitigés
- Didr Immoral

## Filmographie
- Anniversaire (film, 1977)  Nazim
- Agasadig Garaybeyli (film, 1974)
- Dernier arrêt (film, 2014) David
- Famille (film, 1998) le chef de la mafia
- Actrice (film, 2011) Vagif Fataliyev
- Feu (film, 1979) (émission de télévision complète)  Amin Bakhtiyarov
- L'avenir laissé derrière (film, 2004) Malik
- Famille Atayev (film, 1978) Shahsuvarov
- Le sixième étage d'une maison à cinq étages (film, 1996) Majid
- Punition (film, 1996)
- Histoires de Dede Korkut (film)
- Notes d'un derviche (film, 2013) Iskander khan
- Grêle (film, 2012) Secrétaire
- Téléphone de confiance (film, 2001) Fuad
- Effets supplémentaires (film, 2010) Nazim Sheydayev (Abdul Mahmudov) et beaucoup d’autres.
- Au revoir, ville du sud (film, 2006) Fariz
- L'interview la plus importante (film, 1971) Bacioghlu
- Le tournage est reporé !... (film, 2002) Khan
- Bonjour mon ange! (film, 2008) Fuad
- L'enquête continue (film, 1966) Selim
- Volga noir (film, 1994) Salimzade
- Belle-mère (film, 1978) Ayaz
- La vie et le destin (film, 1998)
- Le Monde inversé (film, 2011)  Gasim Jafarov
- Rencontre par hasard (film, 1999) Murad
- Nazlı (film, 2017) Aslan